# Solitude 〜真実のサヨナラ〜
「solitude 〜真実のサヨナラ〜」（ソリチュード ほんとうのサヨナラ）は、KinKi Kidsの15枚目のシングル。2002年10月23日発売。発売元はジャニーズ・エンタテイメント。

## 解説
ジャケット写真が異なる初回盤2種類と、さらに収録曲違いの通常盤の計3種の発売。
本作では初回盤と通常盤で収録曲が異なり、現行盤である通常盤はA面、c/w、A面のインストの3曲のみ。初回盤はジャケット違いで、インスト版に変わってボーナストラックが収録されている。
このボーナストラックも含め、当初は作詞曲者の名義の正体が明かされていなかった。

### 作詞曲のクレジット
発売当初、表題曲の作詞・曲者の“K.Dino”が誰であるかは不明であったが、同年末から2003年に掛けて行われたコンサート『KinKi Kids DOME F Concert 〜Fun Fan Forever〜』の1月1日公演にて、正体が堂本光一であることが明かされた。また、この日は光一の誕生日でもある。
“K.Dino”の「Dino」とは、光一が没頭するF1のチーム・フェラーリの創業者、エンツォ・フェラーリの息子であるアルフレード・フェラーリの愛称“ディーノ”から取られている。本人曰く、「イニシャルの“K.D”だと堂本光一だと判ってしまうので、Dの部分をフェラーリ創業者の息子の愛称を取ってDinoとした」とのこと。更に「名前はすごく適当に付けた」そうである。
また、作詞作曲のクレジットに本名を載せなかったのは、「本人が作ったものだと、ファンは思い入れを強くして聞いてしまうだろうし、それ以外の人には偏見を持たれることもある。この曲は、先入観無しで聞いて欲しかった」というのが理由である。そのため、雑誌等のインタビューでも、この曲について聞かれるときのコメントには非常に苦労したそうである。

## チャート成績
オリコン週間ランキングで、初週21.4万枚を売り上げ、初登場1位を獲得した。CD累計売上は32.8万枚（オリコン調べ）を記録した。

## 収録曲

### 初回盤
1. solitude 〜真実のサヨナラ〜
（作詞・作曲：K.Dino / 編曲：ha-j）
堂本光一出演の日本テレビ系土曜ドラマ『リモート』主題歌。
今作以前に発表された2人の共作の楽曲は「好きになってく 愛してく」と「愛のかたまり」の2曲があるが、どちらか1人が作詞作曲した楽曲はこれが初である[注 2]。また、イントロが存在せずいきなり歌いだしに入る点、曲の終わりがフェードアウトする点のどちらもシングルA面では唯一の楽曲である[4]。
自身の2007年のベスト・アルバム『39』発売時のファン投票で11位にランクインした。 
出版者：日本テレビ音楽株式会社
2. 太陽の扉
（作詞：浅田信一 / 作曲：谷本新 / 編曲：白井良明）
出版者：ブライト・ノート・ミュージック
3. 5×9=63
（作詞：KANZAI BOYA RED / 作曲：KANZAI BOYA BLUE / 編曲：知野芳彦）
タイトルは数式で言えば間違ったもの（5×9=45）だが、計算式ではなく「5（ご）9（く）63（ろーさん）」という単なる語呂合わせである。歌詞カードに歌詞は記載されていない。なお、こちらの作詞曲の名義も伏せられているが、KinKi Kidsの2人によるものである。KANZAI BOYAはKinKi Kidsになる前のユニット名、REDが光一、BLUEが剛である。もちろんKANZAI BOYA時代にREDやBLUEと言った名前で活動していたわけではなく、それぞれのイメージカラーが名前になっている。ちなみにこれまで2人の共作で製作された楽曲は、共に作詞が剛、作曲が光一であったため、初めて作詞曲が逆の組み合わせである。所謂公然の秘密としての名義であるため、厳密に言うとKinKi Kidsの2人が共作した楽曲はこれを含め4曲になる。
自身の2007年のベスト・アルバム『39』発売時のファン投票で39位にランクインした。 
出版者：ブライト・ノート・ミュージック

### 通常盤
1. solitude 〜真実のサヨナラ〜
2. 太陽の扉
3. solitude 〜真実のサヨナラ〜 (Instrumental)

## 参加ミュージシャン
※クレジットは『KinKi Single Selection II』より
Solitude 〜真実のサヨナラ〜
- Arrange, Programming, Keyboards & Piano: ha-j
- Guiter & E.Star: 林部直樹
- Bass: 種子田健
- Drums & tambourine: 河村徹
- Chorus & Chorus Arrengement: Ko-saku
- Chorus: KinKi Kids

## 収録アルバム
- solitude 〜真実のサヨナラ〜
  - F album（アルバムバージョン）
  - KinKi Single Selection II
  - The BEST
- 太陽の扉

（アルバム未収録）
- 5×9=63

（アルバム未収録）

## 映像作品
- solitude 〜真実のサヨナラ〜
  - KinKi Kids Dome F Concert 〜Fun Fan Forever〜
  - KinKi KISS2 Single Selection
  - KinKi Kids Dome Tour 2004-2005 -Font De Anniversary.-
  - KinKi you DVD
  - K album（初回限定盤）
  - P album（初回盤B）
  - KinKi Kids Concert 2023-2024 〜Promise Place〜